# La Prueba de la Bicicleta
La Prueba de la Bicicleta es un proyecto documental en línea que busca 
observar cuánto tiempo dura una bicicleta sin candado en las calles de todo el mundo. Se encuentra alojado en el blog https://web.archive.org/web/20080419071543/http://www.lapruebadelabicicleta.com/ desde donde se pueden ver los videos resultantes del experimento: en distintos puntos de la ciudad se dejaron bicicletas sin ningún tipo de protección, mientras una cámara grababa y cronometraba qué sucedía con ellas. 
Nació en noviembre de 2007 en Buenos Aires, Argentina, como iniciativa de la agencia de publicidad llamada Liebre Amotinada , que busca recuperar la tranquilidad pérdida de otras épocas. 
Desde entonces, miles de personas lo han visto a través del blog, YouTube y otros portales de video, foros y blogs que levantaron “la noticia”. Ha sido difundido como un tema de agenda en las principales medios periodísticos de Argentina, como así también en prensa digital de distintos países del mundo, y participó de distintos festivales artísticos y culturales. Fueron creados grupos por fanáticos en sitios sociales como Facebook, MySpace, y Sonico. El experimento actualmente es una sección del diario digital Crítica de la Argentina , que dirige Jorge Lanata.